# Nana Spier
Nana Spier (Berlino, 2 aprile 1971) è una doppiatrice, direttrice del doppiaggio e attrice tedesca.

## Biografia
È figlia dell'attrice Almut Eggert. La sorellastra Miriam Bettina Spier (1960-2008), che ha lavorato anche come doppiatrice, proviene dal suo precedente matrimonio (1959-1965) con Wolfgang Spier. Nel 1992 ottenne il suo primo ingaggio allo Schillertheater di Berlino e contemporaneamente interpretò il suo primo ruolo in una produzione televisiva (Madre a 16 anni).
Spier vive a Berlino e ha completato la sua formazione di recitazione presso l'accademia teatrale di Maria Körber.
Nana Spier era sposata con Simon Schwarz, dal quale ha avuto due figli, ormai adulti. 
Come attrice è stata tra i protagonisti di alcune serie televisive quali Il medico di campagna, Dr. Sommerfeld - Neues vom Bülowbogen, Il nostro amico Charly.
Più vasta è la sua attività come doppiatrice: è la voce ufficiale tedesca, tra le altre, di Sarah Michelle Gellar, Drew Barrymore, Claire Danes, Thandie Newton, Winona Ryder, Liv Tyler.